# Áquila Romano
Áquila Romano  fue un gramático romano de la segunda mitad del siglo III. Fue el autor de un extenso tratado, De figuris setentiarum et elocutionis, escrito como un completo manual de retórica dirigido al uso de un corresponsal joven y ansioso. Mientras recomendaba a Demóstenes y Cicerón como modelos, tomaba ejemplos casi exclusivamente de este último. Su tratado es una adaptación de aquel, escrito por Alejandro, hijo de Numenio, como declaró expresamente Julio Rufiniano, quien llevó a cabo un tratado suplementario, ampliado con material de otras fuentes. El estilo de Aquila es áspero y descuidado y el latín es inferior.